# Малые Лучки
Ма́лые Лучки́ — село в Хорольском районе Приморского края России. Входит в состав Лучкинского сельского поселения.

## Население
| 2002 | 2008 | 2010 |
| ---- | ---- | ---- |
| 89   | ↗100 | ↘76  |

## Улицы
| - ул. Некрасова, - ул. Садовая, | - ул. Чапаева, - ул. Школьная. |